# Maggie Goodlander
Margaret Vivian Goodlander, née le 4 novembre 1986, est une avocate et femme politique américaine, membre du Parti démocrate.

## Biographie
En 2015, elle se marie avec Jake Sullivan en présence de Bill et Hillary Clinton.
Le 9 mai 2024, elle annonce sa candidature aux élections de novembre dans le 2e district du New Hampshire, alors représenté par la démocrate Ann Kuster, non candidate à sa réélection. Lors de la campagne, elle révèle avoir accouché d'un enfant mort-né l'année précédente, évoquant cette expérience comme renforçant sa volonté de défendre le droit à l'avortement. Elle remporte la primaire démocrate du 10 septembre contre Colin Van Ostern, candidat soutenu par la représentante sortante. Elle remporte ensuite l'élection générale du 5 novembre contre la candidate républicaine Lily Tang Williams.